# Kyasapura, Chitradurga
Kyasapura là một làng thuộc tehsil Chitradurga, huyện Chitradurga, bang Karnataka, Ấn Độ.